# Amtsgericht Limburg a. d. Lahn

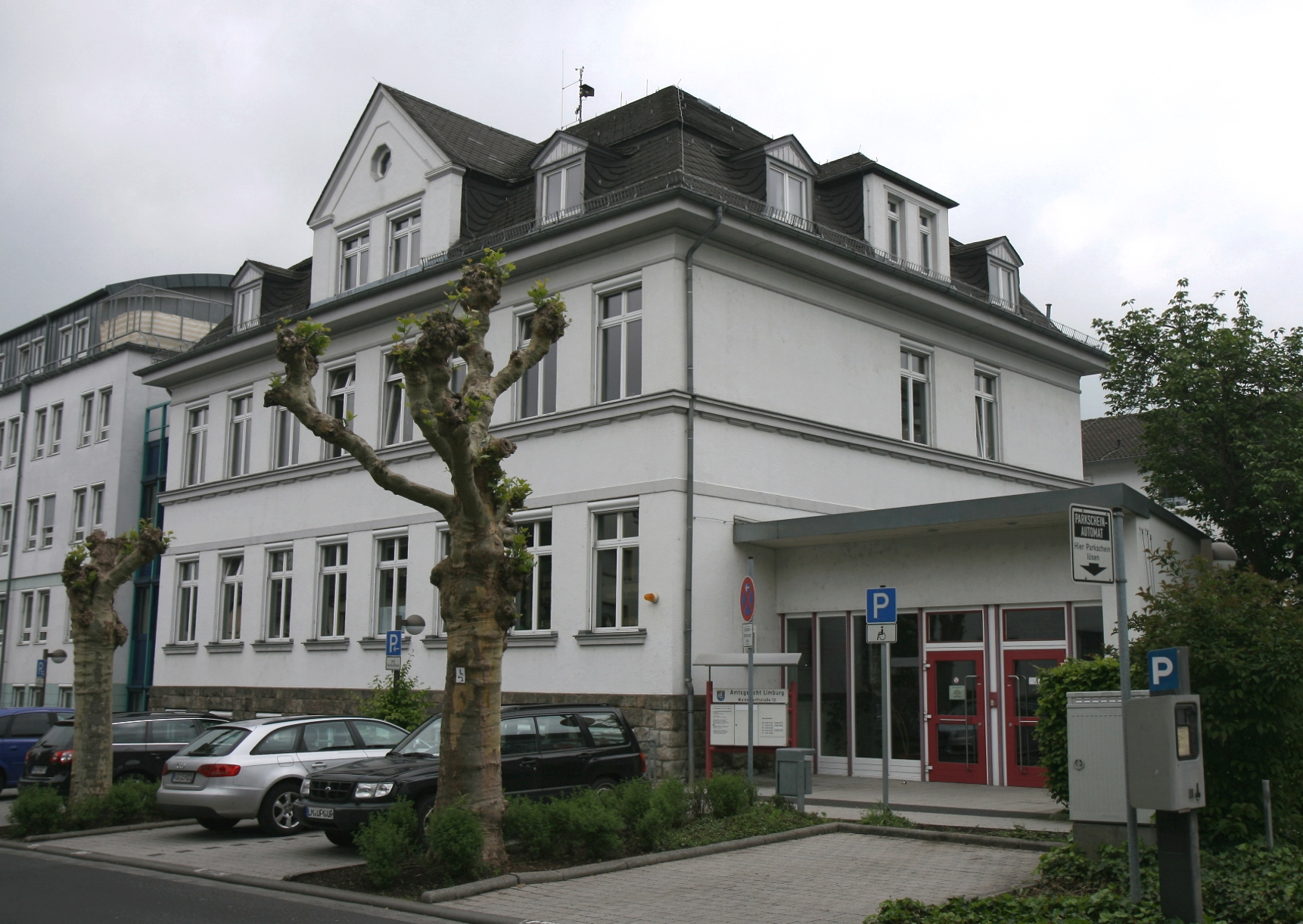
Gerichtsgebäude in Limburg

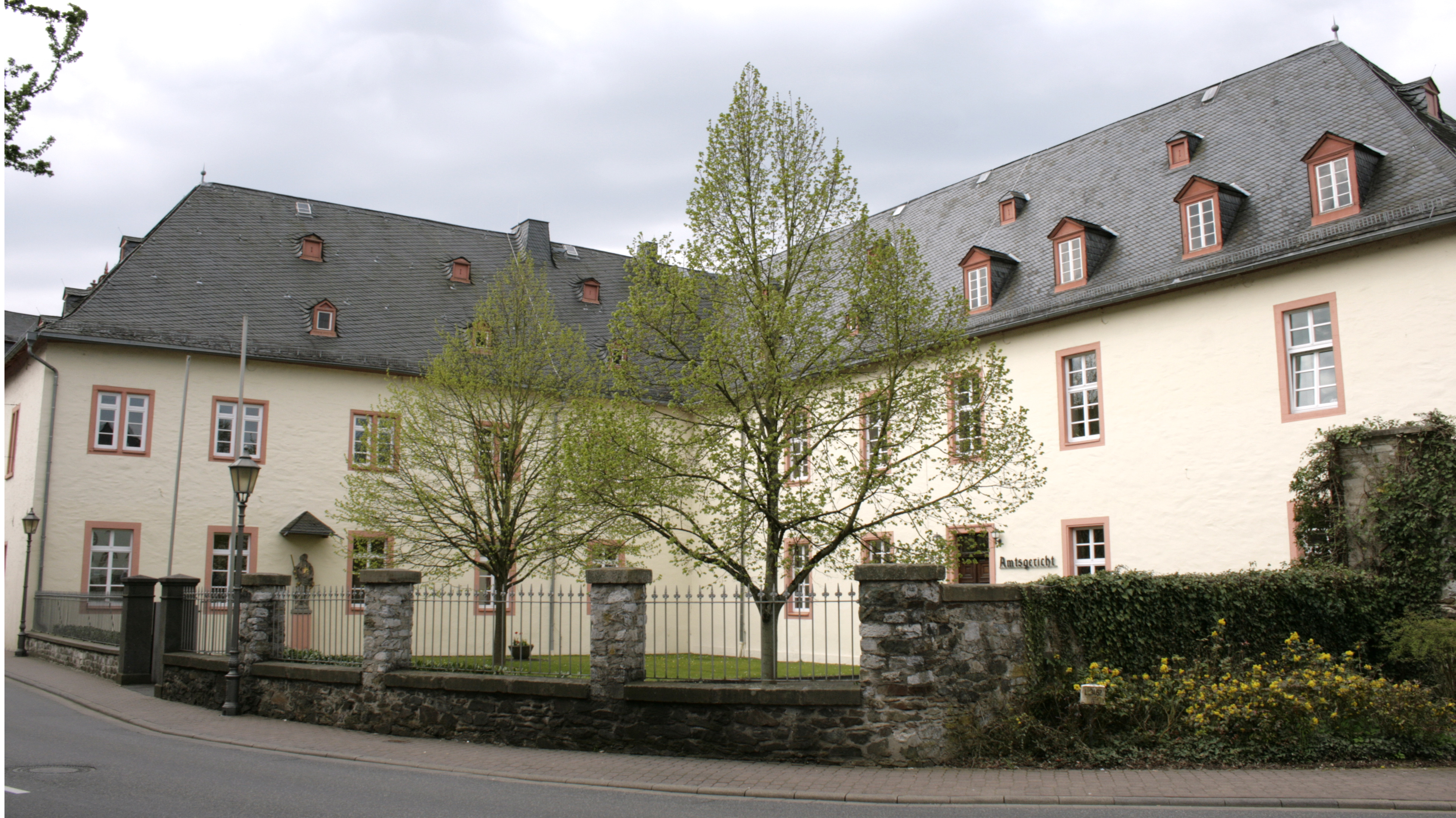
Zweigstelle im Schloss Hadamar

Das Amtsgericht Limburg a. d. Lahn ist ein Gericht der ordentlichen Gerichtsbarkeit und eines von vier Amtsgerichten (AG) im Bezirk des Landgerichts Limburg a. d. Lahn (Hessen).

## Gerichtssitz und -bezirk

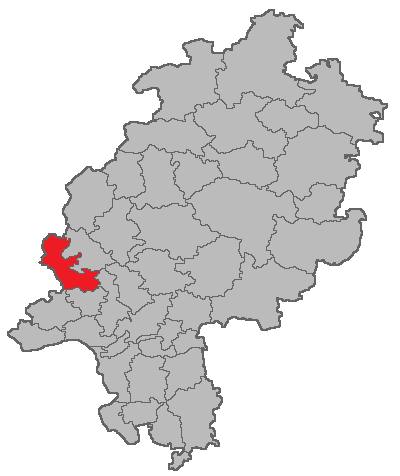
Lage des Amtsgerichtsbezirks Limburg in Hessen

Das Gericht hat seinen Sitz im hessischen Limburg an der Lahn. Der Gerichtsbezirk umfasst die Gemeinden Limburg, Hadamar, Bad Camberg, Dornburg, Hünfelden, Elbtal, Selters, Elz, Runkel, Waldbrunn und Brechen.
Die Zweigstelle Hadamar ist für die Betreuungs-, Unterbringungs-  und Bußgeldsachen des gesamten Bezirks sowie für die Grundbuchangelegenheiten der Gemeinden Hadamar, Elz, Elbtal, Dornburg und Waldbrunn zuständig.
Insolvenzverfahren sowie Handels- und Genossenschaftsregistersachen bearbeitet das Amtsgericht Limburg auch für den Bezirk des Amtsgerichts Weilburg, das seinerseits für die Familiensachen aus dem Amtsgerichtsbezirk Limburg zuständig ist.

## Geschichte
Nach der Annexion des Herzogtums Nassau durch das Königreich Preußen im Deutschen Krieg 1866 wurden auch dort die alten Ämter abgeschafft und die Trennung von Justiz und Verwaltung bis zur untersten Ebene des Staates verwirklicht. Im Zuge dieser Entwicklung verfügte der preußische Justizminister mit Wirkung zum 1. September 1867 die Errichtung eines Amtsgerichts zu Limburg, dessen Sprengel aus dem ehemaligen Amt Limburg gebildet wurde und somit die Ortschaften Limburg, Dauborn, Dehrn, Dietkirchen, Eschhofen, Heringen, Kirberg, Lindenholzhausen, Linter, Mensfelden, Mühlen, Nauheim, Neesbach, Niederbrechen, Oberbrechen, Ohren, Staffel und Werschau umfasste. Anfangs noch zum Bezirk des Kreisgerichts Limburg gehörend, wurde das Amtsgericht Limburg aufgrund des Gerichtsverfassungsgesetzes mit Wirkung zum 1. Oktober 1879 dem Bezirk des neu errichteten Landgerichts Limburg zugeteilt, der Amtsgerichtsbezirk selbst wurde dabei nicht geändert.
1943 wurde das Amtsgericht Camberg zur Zweigstelle des Amtsgerichts Limburg erklärt, dadurch erweiterte sich dessen Sprengel um die Gemeinden Camberg, Dombach, Eisenbach, Erbach, Haintchen, Hasselbach, Niederselters, Oberselters, Schwickershausen und Würges. Mit dem Ablauf des 31. Mai 1968 wurde das Zweigstellen-Amtsgericht Camberg dann ganz aufgehoben.
Zu weiteren Veränderungen kam es im Zuge der Gebietsreform in Hessen, so wurde am 12. April 1972 der nach Limburg eingemeindete Ort Ahlbach vom Amtsgericht Hadamar und am 1. Juni 1976 die Gemeinde Runkel und der nach Selters eingemeindete Ortsteil Münster vom Amtsgericht Weilburg sowie der Limburger Stadtteil Offheim vom AG Hadamar zugelegt.
Die bislang letzte Erweiterung des Limburger Gerichtsbezirkes durch Zulegung der Gemeinden Dornburg, Elbtal, Elz, Hadamar und Waldbrunn (Westerwald) fand am 1. Januar 2005 statt, als das Amtsgericht Hadamar zur Zweigstelle des AG Limburg wurde.

## Gebäude
Das Amtsgericht Limburg befindet sich in der Walderdorffstraße 12. Die Zweigstelle Hadamar ist im Schloss Hadamar in der Gymnasiumstraße 2 untergebracht.

## Übergeordnete Gerichte
Dem Amtsgericht Limburg ist das Landgericht Limburg übergeordnet. Zuständiges Oberlandesgericht ist das Oberlandesgericht Frankfurt am Main.